# ジョン・インズ
ジョン・インズ（John Innes、1829年1月20日 - 1904年8月8日）は、イングランドの不動産開発業者、慈善活動家。1860年代から当時のサリー州マートン（現在のマートン・ロンドン特別区の一部）で田園郊外マートン・パークの開発にあたった。インズは遺言により、まとまった基金と、マートンにあった屋敷の一部を遺し、園芸学の研究施設を設立させた。このジョン・インズ・センターは、現在もインズの名を残している。

## 家族
インズは、1829年1月20日に、当時のミドルセックス州（現在はカムデン・ロンドン特別区）ハムステッドに生まれた。インズは、彼と同名で西インド諸島方面の貿易商であった父ジョン・インズ（John Innes、1786年 - 1869年）と、その妻で、アンドリュー・リード（Andrew Reid）という酒造業者の娘であった母メアリ・リード（Mary Reid、1792年 - 1847年）の間に生まれた7人の子どもたちの6番目であった。一家は、ジャマイカにサトウキビのプランテーションを所有しており、ラムをイングランドに輸入していた。彼らは西インド諸島における奴隷制度廃止運動を支持し、最終的には事業をすべて売却することになった。インズは、ブライトンのボーディングスクール（寄宿制中等教育学校）で教育を受けた。

## 経歴
やがて若きインズは、シティ・オブ・ロンドンでワイン商を始め、1864年には、兄ジェイムズ（James）とともにシティ・オブ・ロンドン不動産会社（the City of London Real Property Company）を創業した。この会社は、シティでオフィス・ビスの開発や管理を行なう会社であったが、1864年には、マートンの農地を購入してマートン・パーク・エステート会社（the Merton Park Estate Company）を創設した。インズは自らの住まいとして、マナー・ファーム（Manor Farm）を購入した。インズは1872年ころには、マートンの封建領主の地位であるロード・オブ・ザ・マナーとなっていた。
1870年から1904年にかけて、インズは、マートンに購入した土地に、建築家H・G・クォーターメイン（H G Quartermain）が設計した住宅が並ぶ、広い街路を構えた田園郊外を開発した。1890年代には、インズの自宅がクォーターメインの設計によって改築され、マナー・ハウス（the Manor House）と称されるようになった。この郊外住宅地の宣伝の一環として、インズは1887年に、地元の鉄道駅をロウアー・マートン（Lower Merton）からマートン・パーク駅に改称させた。
インズは、チャールズ2世付きの刺繍係（Embroiderer） であったウィリアム・ラトリッシュ（William Rutlish）が、1687年の死に際して遺したチャリティー（慈善基金）の理事長を務めていた。このチャリティーは、マートン地区の貧しい子どもたちの教育のために使われることになっていたが、1890年代には基金に相当額の余剰金が生じていた。インズはこの余剰金の一部を使ってラトリッシュ校を創設した。
ジョン・インズは生涯独身のまま1904年8月8日に没し、マートン・パークのセント・メアリ・ザ・ヴァージン教会の敷地内に埋葬された。インズは、マナー・ハウスの敷地の大部分を、マートン地区や近隣のモーデン地区の住民たちのための公園用地として遺した。インズはまた、まとまった基金と、ウォータリー・レーン（Watery Lane）の自宅マナー・ハウスの建物と敷地を、園芸学の研究施設の設立のために遺し、こうして設立されたジョン・インズ・センターは、現在もインズの名を冠している。インズの遺言した内容は、「科学として、また、技芸としての 園芸学の原理と、造園業の事業ないし雇用への応用を教授する」園芸学の学校を設けるか、そうでなければ、絵画その他の芸術作品を展示する公共の博物館を設けるということであった.。1906年、遺産の信託を受けた理事会は、チャリティーのコミッショナーに遺言に応える計画の策定を求め、やがて提示された計画は、1908年に理事会と、農務省（Board of Agriculture）から承認を得た。1909年1月12日、計画は実施段階に移され、1910年にジョン・インズ園芸学研究所（the John Innes Horticultural Institution）が開設された。
研究所は1945年にマートン・パークからノーフォーク州コルネー（Colney）へと移転したが、現在では植物学と微生物学の分野における世界的な研究拠点となっている。現在、広く利用されている堆肥の一種であるジョン・インズ・コンポストは、ジョン・インズ・センターで開発されたものである。ウォータリー・レーンの南側にあったインズの屋敷跡は、ラトリッシュ校、ジョン・インズ公園（John Innes Park）、ジョン・インズ運動場（John Innes Recreation Ground）の敷地となっている。ウォータリー・レーンのマナー・ハウスは、ラトリッシュ校の施設として残されており、かつてここに住んだインズの名を示すブルー・プラークが1978年に設置されている。
今日では、地元の保護活動グループであるジョン・インズ協会（the John Innes Society）が、マートン・パーク地域周辺の建造環境や自然環境の保全と改善にあたっている。